# Bronson Island
Bronson Island är en ö i Kanada.   Den ligger i territoriet Nunavut, i den östra delen av landet, 1 600 km norr om huvudstaden Ottawa. Arean är 6,3 kvadratkilometer.
Terrängen på Bronson Island är platt. Öns högsta punkt är 125 meter över havet. Den sträcker sig 6,8 kilometer i nord-sydlig riktning, och 3,8 kilometer i öst-västlig riktning.